# Віндом (Канзас)
Віндом (англ. Windom) — місто (англ. city) в США, в окрузі Макферсон штату Канзас. Населення — 85 осіб (2020).

## Географія
Віндом розташований за координатами 38°23′3″ пн. ш. 97°54′39″ зх. д. / 38.38417° пн. ш. 97.91083° зх. д. (38.384199, -97.910961).  За даними Бюро перепису населення США в 2010 році місто мало площу 0,64 км², уся площа — суходіл. В 2017 році площа становила 0,52 км², уся площа — суходіл.

## Демографія
Згідно з переписом 2010 року, у місті мешкало 130 осіб у 53 домогосподарствах у складі 28 родин. Густота населення становила 203 особи/км².  Було 65 помешкань (102/км²).
Расовий склад населення:
| - 91,5 % — білих - 0,8 % — чорних або афроамериканців - 0,8 % — азіатів - 4,6 % — осіб інших рас |

До двох чи більше рас належало 2,3 %. Частка іспаномовних становила 6,2 % від усіх жителів.
За віковим діапазоном населення розподілялося таким чином: 30,0 % — особи молодші 18 років, 52,3 % — особи у віці 18—64 років, 17,7 % — особи у віці 65 років та старші. Медіана віку мешканця становила 41,0 року. На 100 осіб жіночої статі у місті припадало 97,0 чоловіків;  на 100 жінок у віці від 18 років та старших — 89,6 чоловіків також старших 18 років.
Середній дохід на одне домашнє господарство  становив 48 532 долари США (медіана — 39 375), а середній дохід на одну сім'ю — 63 415 доларів (медіана — 53 438). За межею бідності перебувало 5,7 % осіб, у тому числі 0,0 % дітей у віці до 18 років та 0,0 % осіб у віці 65 років та старших.
Цивільне працевлаштоване населення становило 51 осіб. Основні галузі зайнятості: освіта, охорона здоров'я та соціальна допомога — 31,4 %, виробництво — 23,5 %, транспорт — 9,8 %, роздрібна торгівля — 7,8 %.